# ブルーハイウェイライン西日本
株式会社ブルーハイウェイライン西日本（ブルーハイウェイラインにしにほん）は、かつて日本に存在した海運会社。

## 沿革
ブルーハイウェイラインが日本高速フェリーから譲受し運航していた大阪港（大阪南港） - 志布志港間の航路について、1998年3月期決算で37億円の累積欠損を抱えた状況で経営難となっていたことから、2000年2月1日に同航路の事業を分社化する形で設立し4月1日より営業開始。西日本方面の社員を移管し、人件費の削減や地域密着による営業促進の向上による業績回復を目指した。
設立当初は航路をダイヤモンドフェリー（後にフェリーさんふらわあ）に譲渡の上、宮崎港に寄航するなど大幅な再編計画があり、2001年6月からは社長や取締役をダイヤモンドフェリーと兼任させ業務効率の改善を図った。
2006年10月、採算悪化のため志布志航路を廃止した上で大阪 - 宮崎間の運航とすることが計画され、燃料費を約3億円削減する見込みとして2007年3月末での志布志撤退を予定していた。しかし宮崎港への移転に関し、従来から大阪 - 宮崎間の航路を運航している宮崎カーフェリーとの使用岸壁の協議がまとまらず、2006年12月には就航予定時期を2007年10月1日へ変更した。港湾管理者の宮崎県は2007年3月、宮崎カーフェリーとの協議の決着を条件に港湾使用の許可をする方針を示したが、結局、移転に関しては白紙撤回し、志布志航路を継続して運航することになった。
2007年7月1日、ダイヤモンドフェリーを存続会社として経営統合された。

## 保有船舶

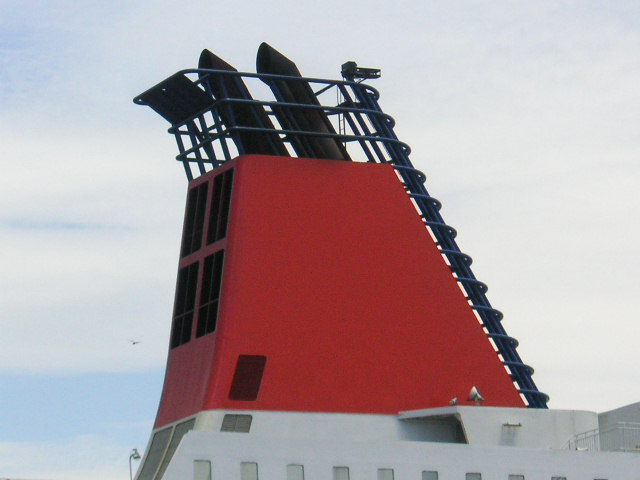
ファンネルマーク

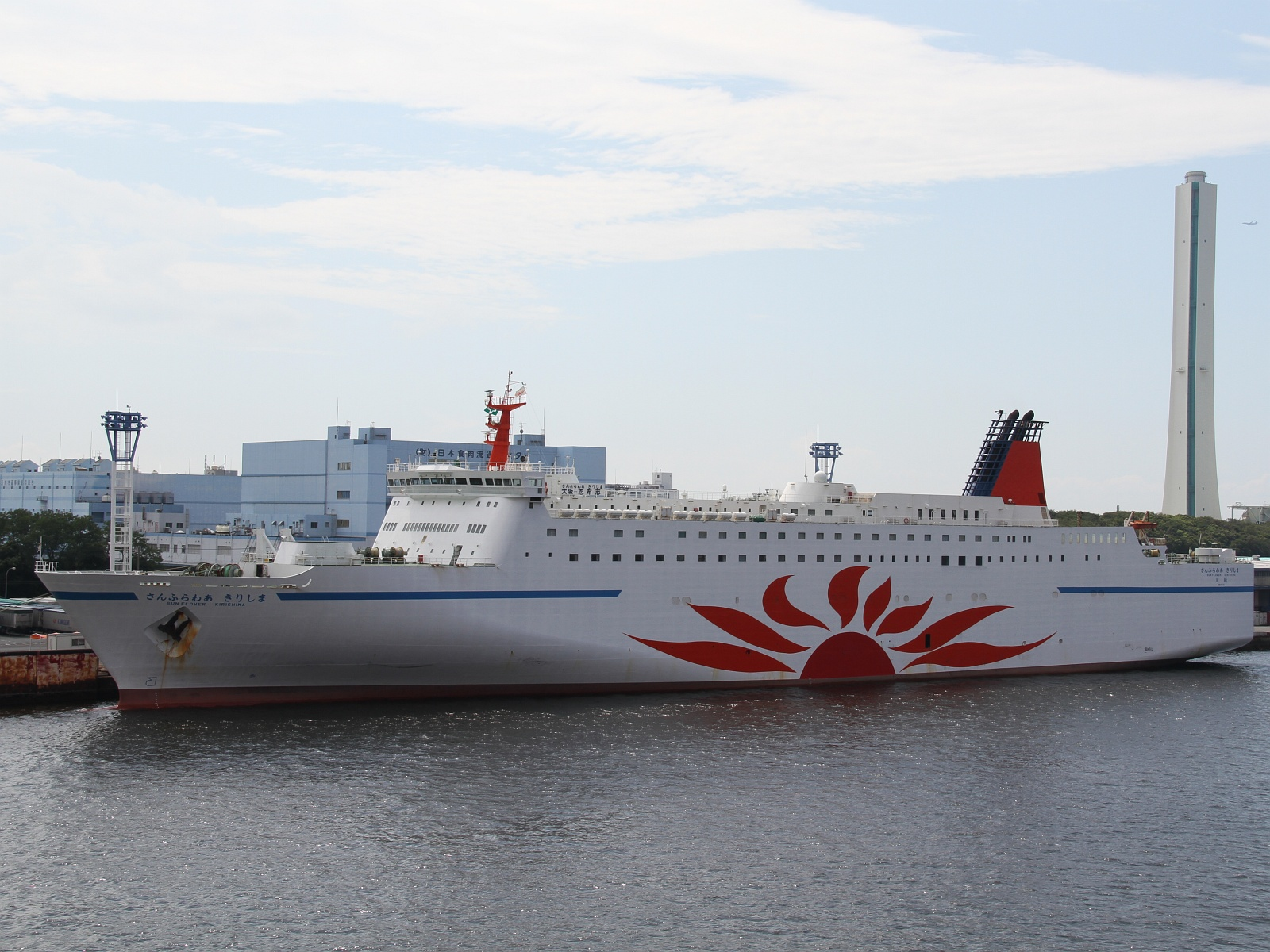
初代さんふらわあ きりしま - 大阪南港（運航会社変更後の2012年撮影）

※経営統合時点の状況を記述する。（船舶諸元について、合併以後の状況はダイヤモンドフェリーを参照。）
ファンネルマークは商船三井と共通の橙一色である。
船体の塗装は全て「さんふらわあ」塗装となっている。なお、太陽をかたどったデザインは「さんふらわあ」共通のものだが、船体側面の白地の部分に引かれた青線はブルーハイウェイライン時代から引き続いており、同社から派生した商船三井フェリーの船と共通の特徴であり、日本高速フェリー以来のオリジナル塗装を採用する関西汽船やダイヤモンドフェリー（ともに現 フェリーさんふらわあ）の船とは違ったものとなっている。
さんふらわあ さつま (2代)
1993年3月15日竣工、同月24日就航。12,418総トン、全長186m、幅25.5m、出力25,200馬力、航海速力23ノット。
旅客定員782名。車両積載数：トラック175台・乗用車140台。三菱重工業下関造船所建造。

さんふらわあ きりしま (初代)
1993年8月26日就航。12,418総トン、全長186m、幅25.5m、出力34,200馬力、航海速力24.7ノット。
旅客定員782名。車両積載数：トラック175台・乗用車140台。三菱重工業下関造船所建造。

## 運航ダイヤ
※経営統合時点の状況を記述する（2007年6月30日時点）。
大阪発
- 月-金曜日 - 大阪南港18:00発→志布志港（翌日）8:40着
- 土曜日 - 大阪南港18:00発→志布志港（翌日）9:40着
- 日曜日 - 大阪南港17:00発→志布志港（翌日）8:40着

志布志発
- 月-金曜日 - 志布志港18:00発→大阪南港（翌日）7:40着
- 土曜日 - 志布志港18:00発→大阪南港（翌日）8:50着
- 日曜日 - 志布志港17:00発→大阪南港（翌日）7:40着